# الحوفي
الحوفي طابع فني موسيقي نسوية جزائري مشهور بتلمسان  ويعرف في العاصمة باسم البوقالة والجعلولة وهو من أصول أندلسية ويؤدى أحيانا من قبل الرجال وبرع في هذا الفن المعلمة يمينة بنت الحاج المهدي في بداية القرن العشرين

## التسمية
يمكن أن تشير كلمة حوفي إلى مستويين دلاليين على الأقل؛ مستوى طوبوغرافي / طوبولوجي، مع تفسيرين محتملين: 
1. مفهوم «الحد»، «المحيط»، «الهامش» والآخر باتجاه «الهاوية»، «الهاوية»؛
2. مستوى نفساني عاطفي آخر مع مفهوم «الدوخة»، «الدوار» (والذي يمكن تفسيره بممارسة التأرجح أو طقوس النشوة الأخرى)

وكلمة حوفي لها علاقة مباشرة بفعل حوافة الذي يعني «وضع على الحافة» أو «إحاطة وتحيط مساحة» في اللغة العربية الأدبية 

يشار إلى هذا النوع بشكل أكثر شيوعًا باسم التحوف، وهو مصطلح لغناء الحوف.

## نشأته
الحوفي صيغة تعبيرية شعرية شفوية شعبية من نَظْمِ النساء في تلمسان، حيث ظهر بها خلال القرون الأربعة أو الخمسة الأخيرة قبل أن ينتقل نسبيا إلى مدينتي البليدة ومليانة لأسباب تاريخية تعود إلى عهد امتداد نفوذ الدولة الزيّانية، التي كانت عاصمتها تلمسان، إلى سهل المتيجة
الحوفي تنظمه النساء عادة بارتجال على ضفاف الوديان أو حول السواقي أو آبار الماء أثناء غسل النسوة للأغراض العائلية أو في الحقول والبساتين وحتى في البيوت خلال السهرات العائلية والمناسبات الدينية والأعياد الاجتماعية بما فيها تلك التي تعود إلى بقايا التقاليد الوثنية السابقة لظهور الإسلام في المنطقة كالاحتفال بـ: «يَنَّايَرْ» و«النَّفْقَة»

## مواضيعه
ويُعبِّر هذا الفن النّسوي عن الأفراح والأحزان والأحلام والخيبات عبْر مجموعة صغيرة من الأبيات الشعرية الخفيفة التي لا تُذكَرُ أبدا صاحبتُها عَكْسَ ما كان يجري في بقية الأنواع الشعبية التي تتضمن في آخر أبياتها توقيعًا يُعرِّف بالشّاعر. مواضيع الحوفي هي الشَّوقُ والحنين إلى الدِّيَار والأهل والأحباب، القضاء والقدر، جمال الطبيعة، سِحْرُ النرجس والياسمين، الأمل واليأس، الحبُّ والعُشْقُ والوِصال، الشعور بالذنب، وكل ما تخفق له قلوب الفتيات وما جادت به قريحة النساء وخيالهن الشِّعري مثلما تعكس ذلك «سَاقِيَةْ بَابْ الجِيَادْ» و«لالّة سِتِّي» 

### أبيات من الحوفي
*****

## فنانات
- يمينة بنت الحاج المهدي
- طيطمة